# Педроса-дель-Парамо
Педроса-дель-Парамо (ісп. Pedrosa del Páramo) — муніципалітет в Іспанії, у складі автономної спільноти Кастилія-і-Леон, у провінції Бургос. Населення — 99 осіб (2010).
Муніципалітет розташований на відстані близько 230 км на північ від Мадрида, 24 км на захід від Бургоса.

## Демографія
Динаміка населення (INE ):